# معركة تقاطع بولوكس (رواية)
معركة تقاطع بولوكس (بالإنجليزية: The Battle of Pollocks Crossing)‏ هي رواية للكاتب الإنجليزي جي إل كار، نشرت عام 1985، عن دار نشر فايكنغ بنغوين.